# Gert Bals
Gert Bals (Utrecht, 1936. október 18. – Veenendaal, 2016. május 20.) holland labdarúgó, kapus.

## Pályafutása
1955 és 1957 között a Zeist, 1957 és 1961 között a 't Gooi, 1961 és 1965 között a PSV Eindhoven, 1965 és 1970 között az Ajax, 1970 és 1973 között a Vitesse labdarúgója volt. A PSV-vel egy bajnoki címet szerzett. Az Ajax csapatával négy bajnoki címet és két hollandkupa-győzelmet ért el. Csapatkapitánya volt az 1968–69-es BEK-döntős együttesnek.

## Sikerei, díjai
PSV Eindhoven
- Holland bajnokság
  - bajnok: 1962–63

 Ajax
- Holland bajnokság
  - bajnok (4): 1965–66, 1966–67, 1968–69, 1969–70
- Holland kupa
  - győztes (2): 1967, 1970
- Bajnokcsapatok Európa-kupája
  - döntős: 1968–69